# خانه سیادی
خانه سیادی (در عربی:  بیت سیادی ) خانه أی تاریخی واقع در شهر محرق، یکی از نقاط دیدنی بحرین به‌شمار می‌آید، که در وسط
«جزیره المحرق» در استان محرق به عربی ( محافظة المحرق )، در کشور بحرین واقع می‌باشد. این خانه توسط تاجر مروارید ( اللؤلؤ ) معروف بحرینی السید: أحمد بن جاسم سیادی ساخته شده‌است وخانهٔ مسکونی شخصی وی بوده‌است. خانهٔ سیادی یکی از آثارهای هندسه معماری تقلیدی بحرینی است.

## تاریخ بناء
این خانهٔ تاریخی در أوائل قرن بیستم میلادی توسط شخص خیر بحرینی بنام «أحمد بن جاسم سیادی» در کنار مسجدی که موسوم به مسجد سیادی است ساخته شده‌است. خانه سیادی در نزدیکی خانه شیخ عیسی بن علی که نیز یکی از موزه‌های ملی بحرین است ساخته شده‌است. این خانه به سبک وطراز معمار محلی تقلیدی ساخته شده‌است، البته خانه چندبار مورد مرمت وبازسازی قرار گرفته‌است، أما روی طراز معماری اصلی آن یعنی به همان طراز که در بادیء الأمر ساخته شده‌است، باقی مانده‌است.

## مشخصات ومصالح ساختمان
مصالح ساختمان از گچ و سنگ بوده‌است و خانه به سبک معماری تقلیدی محلی ساخته شده‌است،
ستون‌های آن از جهت به کار بردن قطعات سنگ‌تراشی شده نقوش گل و بوته قابل ملاحظه‌است. پوشش تزئینی تاق و سردرها و زینت‌کاری رواق‌ها با قطعات سنگ‌تراشیده شده آهکی فوق‌العاده جالب و ظریف صورت گرفته‌است. نقوش این رواق‌ها، از سبک نقش و نگار هندی
تأثیر گرفته‌است. این خانه از تزیین و گچبری مخصوص وزیبا، و با طاق‌های اکلیل و گچ بری‌های زیبا و خواصی برخوردار بوده‌است و قابل ملاحظه‌است.
ستون‌های داخلی از چوب درخت تیک و مرنتی مخصوص در هند ساخته شده‌است وتوسط کشتی به نفقه «أحمد بن جاسم سیادی» به بحرین آورده شده‌است، لازم است ذکر شود که سازندهٔ این خانه مردی مقتدر توانا وصاحب ثروت کلانی بود، ویکی از معروفترین تجار اللؤلؤ در آن دوران در منطقهٔ خلیج بخصوص بحرین بود.
بنای خانه بر روی سطح مرتفع تری از زمین‌های اطراف ساخته شده. در وپنجره‌ها از نقوش وزخرفه‌های زیبایی برخوردار است، در وپنجره‌ها از چوب تیک ومرنتی بدست استادان ماهر هندی ساخته شده‌است. هم‌اکنون این خانه تاریخی توسط دولت موزه ملی گردیده‌است، و در چند سال أخیر درب خانه بروی گردشگران گشوده شده‌است، وسالیانه تعدادی نه بس کم از أین أثر جاودانه بازدید می‌نمایند.

## تقسیمات خانه
خانه سیادی از سه قسمت (طبقه) تشکیل یافته‌است، طبقهٔ پائینی مخصوص زمستان بوده‌است، أما دوطبقهٔ بالاتر مخصوص تابستان، مخصوصاً هنگام گرما از طبقهٔ سوم استفاده می‌شده که دارای پنجره‌های بیشتری بوده‌است، این پنجره‌ها هوای خنک به درون اتاق‌ها می‌آورده‌اند. اتاق‌ها از بیرون ودرون شامل زخرفه‌های بسیار جالب هستند. خانه در بغل مسجد سیادی در ناحیهٔ مغرب واقع شده‌است. خانهٔ مذکور در سال ۲۰۰۲ میلادی به‌طور کامل بازسازی شده‌است، موقع خانه در محلهٔ (فریج الشیوخ) در شهر المحرق می‌باشد.